# Старые Ключи
Ста́рые Ключи́ — село в Бичурском районе Бурятии. Входит в сельское поселение «Окино-Ключевское».

## География
Расположено в 5 км к югу от центра сельского поселения — села Окино-Ключи.

## Население
| 2002 | 2010 |
| ---- | ---- |
| 210  | ↘179 |

Село Старые Ключи имеет 56 дворов.